# Селечка планина
Селѐчката планина или Селца планина или Беловодичката планина (на македонска литературна норма: Селечка Планина) е средновисока планина в Република Македония, намираща се югоизточно от град Прилеп, между котловината Пелагония и историко-географската област Мариово. Най-високият връх е Студеница или Ливада, 1663 m.

## Име
Името на планината идва от прилепското село Селце, намиращо се в нейното западно подножие.

## Географска характеристика

### Положение, граници, големина
Селечката планина е най-южната част от Бабунската верига. Билото е меридионално разположено, ограничено на север от Плетварския проход, а на юг – от долината на река Черна. Дължината му е около 30 километра, а ширината на планинските склонове се движи между 8 и 10 километра. Планината започва от север с широкия, купенообразен връх Студеница (или Ливада), издигащ се над Плетварския проход. Билото на юг е широко и равно, като към Прилепското поле се спускат голи, полегати склонове, поради което планината изглежда по-ниска, отколкото е в действителност.

### Климат и води
Планината е богата на малки извори, даващи начало на малки реки, по-голямата част от които пресъхват през летния период.

### Растителен и животински свят
Горите са сравнително оскъдни, съставени от дъб и леска. По-равните склонове са покрити с ниска тревна растителност.

### Съобщения
Пресечена е от няколко прохода. През прохода Слива минава асфалтов път, свързващ Мариово с прилепското село Витолище. Проходът Преслап (936 m) свързва Мариово с котловината Пелагония.

## Геоложки строеж
Селечката планина е изградена от гнайси, слюдени шисти, амфиобилити и кварцити. По източните склонове се срещат голямо количество гранитни скали, някои от които с интересни форми.

## Полезни изкопаеми
Западните склонове съдържат значителни залежи на въглища и в подножието на планината са разположени най-големите въглищни рудници в Република Македония.

## Галерия
- Изглед към западните склонове
- Изглед от запад към връх Висока, 1471 m, разположен в средната част на планината
- Връх Висока от източните склонове над село Крушевица
- Ридът Грънчарица в средната част на билото между селата Бонче и Крушевица
- Изглед от село Ерековци
- Планината над село Щавица